# IC 2602
Amas ouvert
IC 2602 (également connu sous l'appellation Amas Theta Carinae ou Pléiades du Sud) est un amas ouvert situé dans la constellation de la Carène. Il fut découvert par l'Abbé Lacaille en 1751 depuis l'Afrique du Sud. L'amas est à une distance d'environ 479 années-lumière de la Terre, et peut être visible à l'œil nu. Les Pléiades du Sud (IC 2602) ont une magnitude apparente globale de 1,9 (ce qui est 70 % plus faible que les Pléiades de la constellation du Taureau), et contiennent environ 60 étoiles. Theta Carinae, qui est l'étoile la plus brillante de l'amas ouvert, est une étoile de troisième magnitude avec une magnitude apparente de +2,74. Toutes les autres étoiles de l'amas sont de cinquième magnitude ou plus faibles encore. Comme les Pléiades de la constellation du Taureau, les Pléiades du Sud occupent une part non négligeable du ciel, environ 50 minutes d'arc. Ainsi, il est préférable de les observer avec de grandes jumelles, ou un télescope à grand oculaire.